# 渡辺千尋
渡辺 千尋（わたなべ ちひろ、1944年 - 2009年8月18日）は、日本の版画家、装丁家、著作家。東京都出身。

## 経歴・人物
1944年東京都生まれ。高校卒業まで長崎市で育つ。1963年桑沢デザイン研究所に入学。その後グラフィックデザインや装丁に携わる。1978年にエングレービングと呼ばれる手法での銅版画制作を始め、1979年に日本版画協会展に初めて出品し日本版画協会奨励賞を受賞。以後、個展を通じて作品を発表し続けた。1989年には「象の風景」シリーズがプラハ国立美術館に収蔵された。同世代の版画家・門坂流とは交流があり、2人展や公開対談を行っている。
また、版画家としてだけはでなく文筆家としても活動した。1994年に『ざくろの空』で第1回蓮如賞受賞。長崎県有家町（当時）の依頼で着手した「セビリアの聖母」の復刻過程を記した「殉教（マルチル）の刻印」で第8回小学館ノンフィクション大賞優秀賞を受賞した。
2009年8月18日、食道がんのため64歳で死去。2013年から2014年にかけて練馬区立美術館および長崎県美術館において回顧展が実施された。

## 画集
- 「叛吐」（レクラム社）
- 「掌画集」（レクラム社）
- 「銅版画集『象の風景』」（用美社） - 1988年

## 著作
- 「ざくろの空・頓珍漢人形伝」（河出書房新社） - 1994年
- 「殉教の刻印」（小学館） - 2001年